# イハス・デル・ソル
イハス・デル・ソル（西:Hijas del Sol）は、それぞれピルチ・アポ・ボトゥパーとパロマ・ロリボ・アポは、赤道ギニアのビオコ島出身の叔母と姪のデュオであり、作詞、作曲、歌唱をブビ語とスペイン語双方で行う。Hijas del Solはスペイン語で太陽の娘たちという意味である。
彼等は最初の公演を1992年のel Centro Cultural Hispano Guineano（イスパノ・ギニア文化センター）で行い、そこで最優秀オリジナル曲賞と最優秀振り付け賞を受賞した。同年彼等はまたセビリア万国博覧会とOTI Festivalでスペイン初公演を行った。
彼等のデビューアルバムSibèba (1995)はより伝統的なブビ音楽と、オリジナル作曲のブレンドであり、ブビ語とスペイン語双方で歌われている。Sibèba ("aquello que se quiere conseguir")は「運命づけられた一番の救済の場所」と訳することが可能であり、アルバムはブビ人の文化とカトリック信仰の双方の伝統を、今日のスペインで移民が遭遇する諸問題と共に伝えている。fROOtsは1995年の年間リストでアルバムでNo.1となり、このアルバムはヨーロッパ全土、アメリカ合衆国、カナダ、日本でリリースされた。